# Грибовский, Владислав Константинович
Владислав Константинович Грибовский (7 сентября 1899—9 мая 1977) — советский военный лётчик, планерист, конструктор планёров и самолётов.

## Биография
Родился 7 сентября 1899 года в Петербурге в семье почтового служащего, в три года потерял мать, а через несколько лет отца. В 1909 году воспитанник Гатчинского сиротского института Владислав Грибовский побывал с экскурсией на выступлении авиатора Жоржа Селистина Леганье и с тех пор увлёкся авиацией. Вместе с другими воспитанниками много времени проводил на Военном поле в Гатчине, построил лыжный буер. В 1919 году хотел поступить в авиашколу, но не получилось.

Окончил Петроградские артиллерийские курсы командного состава РККА. В 1921 году окончил Егорьевскую теоретическую школу летчиков затем учился в Севастопольской лётной школе (Кача) (общий курс пилотажа) и Московской летной школе (ВАШЛ) - пилотирование истребителей. За три года обучения прошел полный курс высшей летной подготовки и в декабре 1923 стал летчиком-истребителем с присвоением звания Красвоенлёт.

Планер Г-1 конструкции В. К. Грибовского в полёте, Коктебель 1925, III Всесоюзные планерные испытания

В 1924 году в Киеве спроектировал свой первый планер Г-1. Затем Грибовский становится инструктором Серпуховской школы летчиков. Здесь, в школьных мастерских, в 1927 году он строит второй планер собственной конструкции. Следующий планер Г-6 был построен в 1928 году уже в Оренбурге, куда лётная школа была переведена из Серпухова. Неоднократно участвовал в планерных слётах на плато Узун-Сырт в Крыму.
На VI Всесоюзные планерные соревнования в 1929 году В.К. Грибовский привозит уже три планера – Г-2, Г-6 и Г-7. Эти планеры были отмечены жюри как имеющие оригинальную конструкцию. Они отличались небольшими размерами, малой массой и изящностью компоновки.
В начале 1930 года Грибовского назначают начальником Московской школы летчиков Осоавиахима. По его инициативе был создан широко известный Тушинский аэродром, а на базе школы в дальнейшем образовался Центральный аэроклуб Осоавиахима.
В 1932 году переходит работать в Московское конструкторское бюро (МКБ) Осоавиахима, а через год становится его начальником. Под руководством Грибовского были построены первые советские гидропланеры Г-12 и Г-16.
В 1938 году на базе Московского конструкторского бюро и планерного завода создается опытный отдел и Грибовский становится его руководителем. Здесь были спроектированы и построены его последние самолеты в Осоавиахиме: скоростной Г-26 и двухмоторный тренировочный Г-27.
В начале 1939 года планерный завод закрыли. В марте 1940 года Владислава Константиновича назначили главным конструктором вновь созданного ОКБ-28, а уже 22 мая 1941 года под его руководством был создан тренировочный истребитель Гр-28 «Кречет» (ТИ-28). С началом Великой Отечественной войны ОКБ Грибовского получило срочное задание разработать 11-местный десантный планер. Интенсивная работа над планером, получившим обозначение Гр-29 (в серии — Г-11), началась 7 июля, а 2 сентября состоялся первый его вылет. Через неделю испытаний было принято решение о серийном производстве этой машины. Г-11 применялся в ряде операций Великой Отечественной войны, хорошо зарекомендовал себя при снабжении белорусских партизан и при высадке десанта под Киевом. Серийное производство планера продолжалось до 1948 года.
В 1940—1943 годах Грибовский — начальник и главный конструктор ОКБ, в 1943—1948 — главный конструктор и директор (с 1947) авиационного завода.
Под его руководством были созданы учебно-тренировочные планеры Г-2бис, Г-6, Г-7, Г-9, Г-13; первый в СССР гидропланёр Г-12; спортивно-тренировочные самолёты Г-10, Г-14, Г-22, Г-23, Г-25.
Всего в период с 1925 по 1942 годы Грибовским было создано 17 планёров и 20 самолетов, на многих из них был установлен ряд мировых рекордов.
В 1973 году на горе Клементьева был установлен памятник пионерам планерного спорта. В открытии приняли участие оставшиеся в живых пионеры планеризма в СССР: организатор планерного спорта К. К. Арцеулов, авиаконструкторы: Герой Социалистического Труда М. К. Тихонравов, лауреаты Государственной премии СССР С. Н. Люшин и И. П. Толстых, С. Исаев, летчики-испытатели, Герои Советского Союза С. Н. Анохин, М. А. Нюхтиков И. М. Сухомлин, Л. Г. Минов и в их числе, как один из стоявших у истоков планеризма СССР В. К. Грибовский.
Умер Владислав Константинович в 1977 году.

## Семья
Жена - Екатерина Ивановна Грибовская, сын - Константин.

## Награды
- Награждён орденами Ленина, Красного Знамени и медалями СССР.
- В августе 1944 года конструктор Грибовский за доставку грузов планерами Г-11 партизанам Белоруссии был награждён медалью «Партизану Отечественной войны».

## Некоторые конструкции
- Г-8
- Г-9
- Г-11
- Г-14
- Г-20